# كنوت أريكسون هيلاند
كنوت أريكسون هيلاند (بالنرويجية البوكمول: Knut Eriksson Helland)‏ هو صانع آلة موسيقية ‏ نرويجي، ولد في 1851 في بو في النرويج، وتوفي في 1880.